# Graniczna Placówka Kontrolna Łeba

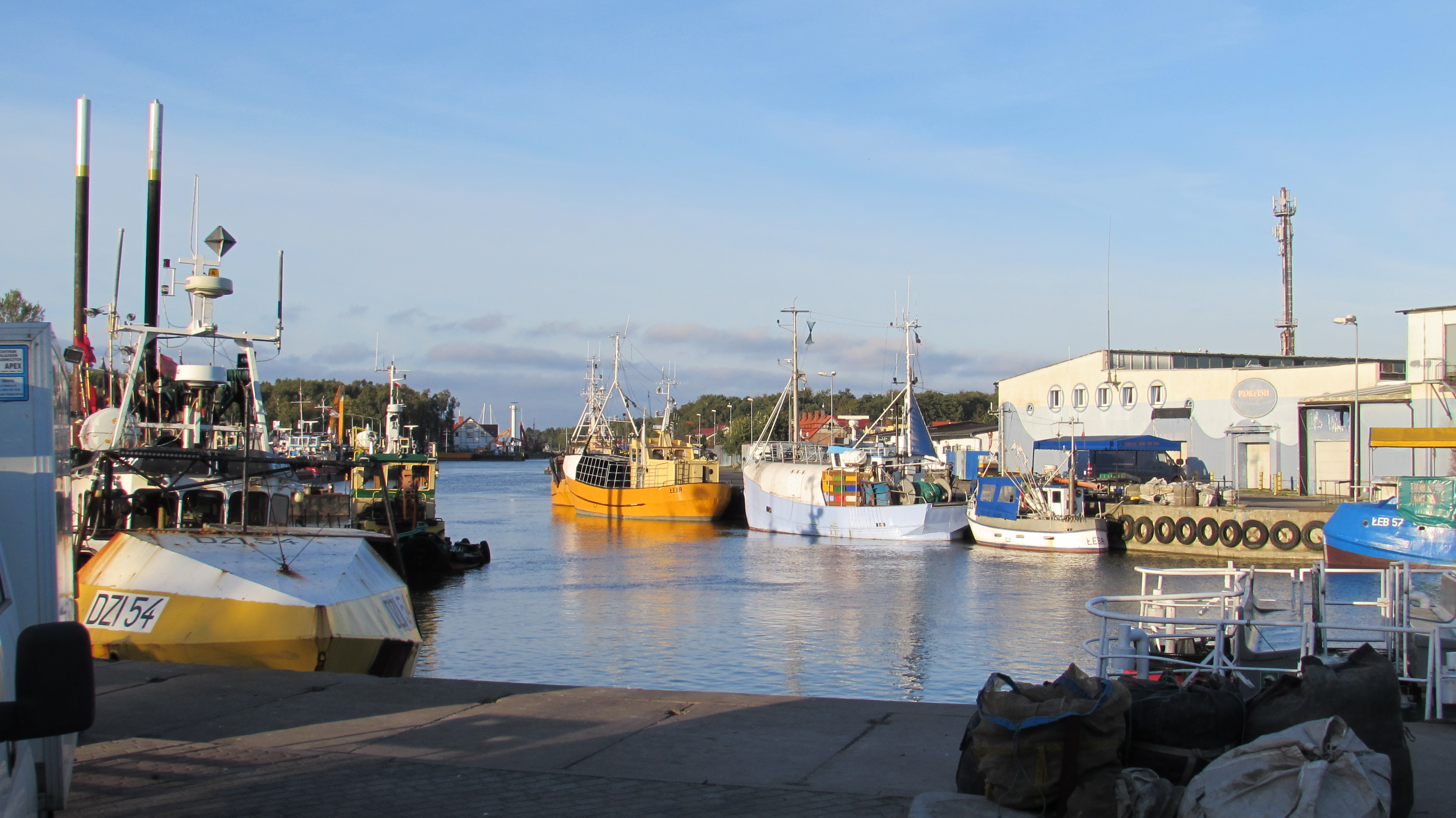
Port morski Łeba (październik 2015)

Graniczna Placówka Kontrolna Łeba – zlikwidowany pododdział Wojsk Ochrony Pogranicza wykonujący kontrolę graniczną osób, towarów i środków pływających bezpośrednio w przejściach granicznych na granicy morskiej.
Graniczna Placówka Kontrolna Straży Granicznej w Łebie – zlikwidowana graniczna jednostka organizacyjna Straży Granicznej wykonująca kontrolę graniczną osób, towarów i środków pływających bezpośrednio w przejściach granicznych na granicy morskiej.

## Formowanie i zmiany organizacyjne
15 lipca 1958 Graniczna Placówka Kontrolna Łeba była w strukturach 15 Bałtyckiej Brygady Wojsk Ochrony Pogranicza.
15 sierpnia 1964 GPK Łeba oraz strażnice WOP: Karwia, Biała Góra i Łeba  wraz z odcinkami przekazano do Kaszubskiej Brygady WOP.
1 lipca 1965 WOP podporządkowano Ministerstwu Obrony Narodowej, Dowództwo WOP przeformowano na Szefostwo WOP z podległością Głównemu Inspektoratowi Obrony Terytorialnej. Do Ministerstwa Spraw Wewnętrznych odeszła cała kontrola ruchu granicznego oraz ochrona GPK. Tym samym naruszono jednolity system ochrony granicy państwowej. GPK Łeba weszła w podporządkowanie Wydziału Kontroli Ruchu Granicznego Komendy Wojewódzkiej Milicji Obywatelskiej, kontrolę graniczną wykonywali funkcjonariusze Milicji Obywatelskiej podlegli MSW.
1 października 1971 WOP został podporządkowany pod względem operacyjnym, a od 1 stycznia 1972 pod względem gospodarczym MSW. Do WOP powrócił cały pion kontroli ruchu granicznego wraz z przejściami. Przywrócono jednolity system ochrony granicy państwowej. GPK Łeba podlegała bezpośrednio pod sztab Kaszubskiej Brygady WOP w Gdańsku.
W 1976, w wyniku zmian organizacyjnych w Wojskach Ochrony Pogranicza, podporządkowano Bałtyckiej Brygadzie WOP w Koszalinie: GPK w Łebie, strażnicę WOP w Łebie i batalion WOP Lębork.
W kwietniu 1990 na bazie Bałtyckiej Brygady WOP utworzono Bałtycki Oddział WOP, w strukturach którego była Graniczna Placówka Kontrolna Łeba. Oddział został rozformowany 16.05.1991 w wyniku rozwiązania Wojsk Ochrony Pogranicza.
Straż Graniczna:
16 maja 1991, po rozwiązaniu Wojsk Ochrony Pogranicza, Graniczna Placówka Kontrolna w Łebie weszła w podporządkowanie Bałtyckiego Oddziału Straży Granicznej i przyjęła nazwę Graniczna Placówka Kontrolna Straży Granicznej w Łebie (GPK SG w Łebie).
Zarządzeniem nr 017 z dnia 12 marca 1992 komendant główny Straży Granicznej rozformował Bałtycki Oddział Straży Granicznej, przekazując w podporządkowanie Morskiemu Oddziałowi SG ochraniany dotychczas odcinek granicy państwowej na środkowym wybrzeżu od Łeby do Dźwirzyna w tym GPK SG w Łebie .
Pod koniec 1999 w Morskim Oddziale SG przeprowadzono istotne zmiany organizacyjne, w ich wyniku 1 stycznia 2000 zniesiono cztery graniczne placówki kontrolne SG w: Dziwnowie, Darłowie, Łebie i Helu oraz Bałtycki Dywizjon SG w Kołobrzegu .
W 2000 w ramach drugiego etapu począwszy od Komendy Głównej SG, Oddziałów SG i na końcu strażnic SG oraz GPK SG, rozpoczęła się reorganizacja struktur Straży Granicznej związana z przygotowaniem Polski do wstąpienia, do Unii Europejskiej i przystąpieniem do Traktatu z Schengen. Podczas restrukturyzacji wprowadzono kompleksową ochronę granicy już na najniższym szczeblu organizacyjnym tj. strażnica i graniczna placówka kontrolna. Wprowadzona całościowa ochrona granicy zniosła podział na graniczne jednostki organizacyjne ochraniające tylko tzw. „zieloną granicę” i prowadzące tylko kontrole ruchu granicznego, w wyniku czego 2 stycznia 2003 nastąpiło połączenie podległych MOSG wybranych strażnic z granicznymi placówkami kontrolnymi w jeden organ SG. Powstały GPK SG w: Kołobrzegu, Ustce, Gdańsku, Darłowie i na bazie sił i środków Strażnicy SG w Łebie utworzono ponownie Graniczną Placówkę Kontrolną SG w Łebie .
Jako Graniczna Placówka Kontrolna Straży Granicznej w Łebie funkcjonowała do 23 sierpnia 2005 i 24 sierpnia 2005, Ustawą z 22 kwietnia 2005 O zmianie ustawy o Straży Granicznej..., została przekształcona na Placówkę Straży Granicznej w Łebie (PSG w Łebie) w strukturach Morskiego Oddziału Straży Granicznej .

### Podległe przejście graniczne
- Łeba (morskie).

## Dowódcy/komendanci granicznej placówki kontrolnej
- kpt. Krzysztof Chodakowski[8]
- mjr Stanisław Kowalski[9] (20.09.1979–19.08.1982)[10]
- mjr Benedykt Kończak (15.09.1984–27.11.1985)[11]
- mjr Kamiński[9]

Komendanci GPK SG:
- mjr SG Bogdan Ruzyla[12] (był w 1991)[13].